# Ruta 504 (Costa Rica)
La Ruta 504, oficialmente Ruta Nacional Terciaria 504, es una ruta nacional de Costa Rica ubicada en la provincia de Heredia.

## Descripción
En la provincia de Heredia, la ruta atraviesa el cantón de Santo Domingo (los distritos de Tures, Pará).